# أدولف كارل لودفيغ كلوز
أدولف كارل لودفيغ كلوز (بالألمانية: Adolf Claus)‏ هو كيميائي ألماني، ولد في 6 يونيو 1838 في كاسل في ألمانيا، وتوفي في 4 مايو 1900 في Horheim ‏ في ألمانيا.